# Emissziós köd
Az emissziós köd ionizált gázból (plazmából) álló, változatos színekben világító csillagközi felhő. Az ionizáció forrását a közeli csillagokból érkező nagyenergiájú fotonok jelentik. Két különböző módon jöhet létre a fény kisugárzása:
- Ionizációval és rekombinációval: a köd atomjairól az ionizációs szintet meghaladó energiával rendelkező fotonok elektronokat szakítanak le. Az ionizált atomok a szabad elektronokat újra befoghatják; e folyamat során az elektronok mozgási energiájuk egy részét foton formában leadják. A befogás során az atom gyakran gerjesztett állapotúvá válik, mivel az elektron nem a legalacsonyabb, még betöltetlen héjra kerül. Az elektron azonban rövid idő elteltével alacsonyabb héjra ugrik, és a héjak közötti energiakülönbséget meghatározott hullámhosszú és energiájú foton formájában kisugározza. Ez a folyamat addig tart, amíg az elektron eléri a legalacsonyabb, még betöltetlen héjat.
- Gerjesztéssel: egy atomhoz kötött elektron meghatározott energiájú foton behatásának köszönhetően magasabb energiájú elektronhéjra ugrik. A foton, illetve a fotonok által átadott energiának pontosan meg kell egyeznie a két héj közötti energiakülönbséggel. A rekombinációs folyamat okozza azt, hogy az elektron az eredeti héjra visszaugrik, és közben fotont (fotonokat) bocsát ki.

A két folyamat okozza azt, hogy az ilyen ködök színképe nem folytonos, hanem erős emissziós vonalakból áll.
Az emissziós ködök legfontosabb típusai a H II régiók, amelyeknek a belsejében csillagképződés zajlik, így a fiatal csillagok szolgáltatják a világításhoz szükséges energiát, valamint a planetáris ködök, amelyek a haldokló csillagok által ledobott gázburokból alakulnak ki és a  csillag forró magja okozza az ionizációt.
Ezek a ködök legtöbbször gázfelhők maradványai, melyekből a ködöt megvilágító – gyakran O, B vagy A színképtípusú – csillagok létrejöttek. A köd színe egyrészt kémiai összetételétől, másrészt a besugárzott fény energiájától függ. Mivel az univerzumban a hidrogén a leggyakoribb csillagközi gáz, és mivel viszonylag alacsony az ionizációs energiaküszöbe, így sok köd a hidrogénre jellemző vörös színben, 652 nm-es hullámhosszon világít. Amennyiben a besugárzott energia elegendő, úgy más atomok és molekulák is ionizálódhatnak, mely a ködnek zöld vagy kék színt kölcsönöz. A köd színéből megállapítható annak összetétele: a legtöbb emissziós köd 90%-ban hidrogénből áll, mely mellé hélium, oxigén, nitrogén és egyéb elemek is vegyülnek.